# Shinrin-yoku

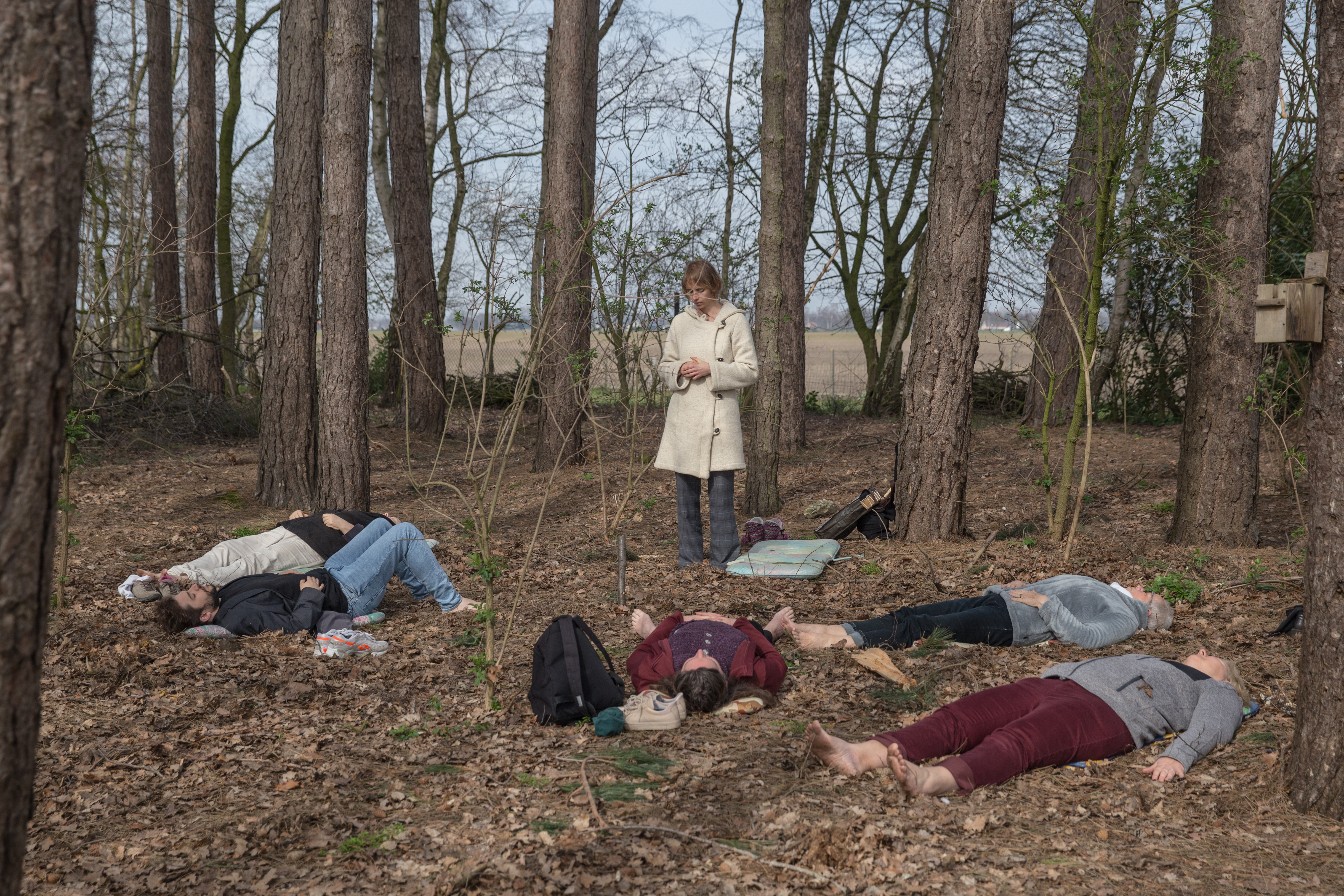
Shinrin-yokuutövare i Kinrooi, Belgien.

Shinrin-yoku (森林浴), även kallat skogsbad, är en naturterapi från Japan. Den uppstod på 1980-talet som motvikt till stress och utbrändhet och har sedan dess spritt sig över världen.
Ett skogsbad kan antingen vara en typ av mindfulness eller helt enkelt en sätt att återfå kontakten med naturen. Shinrin-yoku botar inga sjukdomar men vistelser i naturen kan ha en positiv inverkan på välmåendet.
Vetenskapliga studier i Japan har visat att skogsbad minskar stressnivån.